# 성호중학교
성호중학교(城湖中學校)는 대한민국 경기도 오산시 원동에 있는 공립 중학교이다.

## 학교 연혁
- 1992년 7월 1일 : 성호중학교 설립 인가
- 1993년 3월 1일 : 초대 교장 강종갑 취임
- 1993년 3월 8일 : 제1회 입학식(남 197명, 여 148명 계 7학급 345명)
- 1993년 5월 27일 : 개교 기념식 거행
- 1996년 2월 14일 : 제1회 졸업식(336명)
- 2005년 10월 10일 : 재능관 및 급식실 준공
- 2007년 10월 25일 : 도서관 리모델링
- 2013년 12월 26일 : 급식실 증축
- 2014년 3월 1일 : 교육부 요청 학교체육(스포츠) 연구학교 운영
- 2014년 4월 8일 : 운동장 유공관 부설 공사 준공
- 2014년 12월 17일 : 실외 우레탄 농구장 조성 공사 준공
- 2022년 3월 1일 : 제9대 교장 김주현 취임
- 2023년 1월 6일 : 제28회 졸업식(239명) (총 8,316명)

## 참고 자료
- 성호중학교 - 한국교육학술정보원 학교알리미